# 69. Infanterie-Brigade (Deutsches Kaiserreich)
Die 69. Infanterie-Brigade war ein Großverband der Preußischen Armee.

## Geschichte
Die 69. Infanterie-Brigade wurde zum 1. April 1890 in Graudenz in Westpreußen aufgestellt und hatte dort ihren Standort bis zum Ende des Krieges. Sie war bis 1914 Teil der 35. Division in Thorn,  die dem XV.II Armee-Korps in Danzig zugeordnet war. Mit Kriegsbeginn kam sie bis zum 14. Mai 1915 unter das Kommando der 36. Division mit Sitz in Danzig und gehörte dann als 209. Infanterie-Brigade bis zum Kriegsende zur 105. Infanterie-Division.

### Gliederung
- 1890–1912

8. Westpreußisches Infanterie-Regiment Nr. 175 und 9. Westpreußisches Infanterie-Regiment Nr. 176
- 1912–1914

Infanterie-Regiment „Generalfeldmarschall von Mackensen“ (3. Westpreußisches) Nr. 129 und 8. Westpreußisches Infanterie-Regiment Nr. 175
- Kriegsgliederung am 17. August 1914

wie vor, zusätzlich ab 15. Februar 1917 Infanterie-Regiment Nr. 400
- Kriegsgliederung vom 15. Mai 1915 als 109. Infanterie-Brigade

Infanterie-Regiment „von Borcke“ (4. Pommersches) Nr. 21, Füsilier-Regiment „Kaiser Franz Josef von Österreich, König von Ungarn“ (4. Württembergisches) Nr. 122, Infanterie-Regiment „Generalfeldmarschall von Mackensen“ (3. Westpreußisches) Nr. 129, 3. Eskadron/Husaren-Regiment „Fürst Blücher von Wahlstatt“ (Pommersches) Nr. 5, 5. Eskadron/Jäger-Regiment zu Pferde Nr. 4, Feldartillerie-Regiment Nr. 209 und Pionier-Kompanie Nr. 209

### Erster Weltkrieg
Mit Beginn des Ersten Weltkrieges wurde die Brigade an der Ostfront eingesetzt. Mit der Bildung der 105. Infanterie-Division  am 9. Mai 1915 bei Thorn kämpfte sie als 109. Infanterie-Brigade bis Oktober 1917 weiterhin im Osten und blieb nach der Verlegung an die Westfron dort bis zum Kriegsende im Einsatz. Anschließend marschierte sie in die Heimat zurück, wurde demobilisiert und schließlich im Januar 1919 aufgelöst.
Zu den Kampfhandlungen, Gefechten und Schlachten siehe Einsatzgeschehen der 36. Division und Einsatzgeschehen der 105. Infanterie-Division.

### Brigadekommandeure
| Name                                           | Datum                                      |
| ---------------------------------------------- | ------------------------------------------ |
| 69. Infanterie-Brigade                         |                                            |
| Albert Haack                                   | 24-März 1890 bis 25. Juli 1892             |
| Gustav Krahmer                                 | 26. Juli 1892 bis 14. Juli 1893            |
| Walter Paul Bernhard von Prittwitz und Gaffron | 15. Juli 1893 bis 15. Juni 1896            |
| Karl August von der Goltz                      | 16. Juni 1896 bis 14. Juni 1898            |
| Oskar von Boenigk                              | 15. Juni 1898 bis 17. April 1901           |
| Georg Hof                                      | 18. April 1901 bis 9. März 1904            |
| Friedrich von Arnoldi                          | 10. März 1904 bis 14. Mai 1907             |
| Max Krause                                     | 15. Mai 1907 bis 19. April 1910            |
| Hermann von Semmern                            | 20. April 1910 bis 20. April 1911          |
| Adolph Breithaupt                              | 21. April 1911 bis 17. April 1913          |
| George von Engelbrechten                       | 18. April 1913 bis 2. März 1915            |
| Richard Münter                                 | 3. März 1915 bis 15. Mai 1915              |
| 209. Infanterie-Brigade                        |                                            |
| Richard Münter                                 | 15. Mai 1915 bis 27. November 1915         |
| Fedor Stehr                                    | 28. November 1915 bis 30. September 1916   |
| Albrecht von Köller                            | 1. August 1916 bis 30. August 1916         |
| Hans von Hammerstein-Gesmold                   | 1. September 1916 bis 20. September 1916   |
| Friedrich Wilhelm Karl von Passow              | 21. September 1916 bis 24. April 1918      |
| Friedrich Wilhelm Adalbert von Massow          | 25. April 1918 bis Januar 1919 (Auflösung) |